# Brain Research
Brain Research ist eine wissenschaftliche Fachzeitschrift mit dem Fokus auf neurochirurgischen Themen. Chefredakteur ist Matthew J. LaVoie. Der Impact Factor lag im Jahr 2017 bei 3125.
Die Zeitschrift hat neun Hauptabschnitte:
- Zelluläre und molekulare Systeme
- Entwicklung des Nervensystems, Regeneration und Altern
- Neurophysiologie, Neuropharmakologie und andere Formen der interzellulären Kommunikation
- Strukturelle Organisation des Gehirns
- Sensorische und motorische Systeme
- Regulierungssysteme
- Kognitive und Verhaltensneurowissenschaften
- Krankheitsbezogene Neurowissenschaften
- Computer-Neurowissenschaften